# Strada statale 34 del Lago Maggiore
Die Strada statale 34 (SS 34) ist eine italienische Staatsstraße, die 1928 zwischen der SS 33 und der Grenze zur Schweiz bei Cannobio festgelegt wurde. Sie geht zurück auf ein Teilstück der 1923 festgelegten Strada nazionale 34. Wegen ihrer Führung am Ufer des Lago Maggiore erhielt sie den namentlichen Titel del Lago Maggiore. Ihre Länge beträgt 39 Kilometer. In der Schweiz geht sie in die Hauptstrasse 13 über. In Verbania verläuft die SS 34 auf einer nördlicheren Stadtstraße, wie ursprünglich, um das am Ufer liegende Stadtzentrum zu umgehen.